# Glucococlearina
La glucococlearina es una compuesto químico orgánico, de fórmula condensada C11H21NO9S2, que funge como metabolito en ciertas variedades de plantas de la familia de las crucíferas, constituido por un glucosinolato con un grupo sec-butilo unido al carbono 1. Llamada también 1-Metilpropil glucosinolato, glucojiabutin, o sec-Butil glucosinolato.
Entre las plantas en las que se encuentra presente están: Cardamine flexuosa, Cardamine hirsuta, Cardamine pratensis, Christolea crassifolia, Cochlearia anglica y Cochlearia danica.